# Pelekium atlanticum
Pelekium atlanticum là một loài Rêu trong họ Thuidiaceae. Loài này được (Hedenas) Hedenas mô tả khoa học đầu tiên năm 2006.